# Titel Constantinescu
Titel Constantinescu (n. 17 februarie 1927, Râmnicu Sărat — d. 13 mai 1999, București) a fost un scriitor, regizor de teatru radiofonic și scenarist român.

## Biografie
A absolvit cursurile Facultății de Filologie a Universității din București (1952), iar apoi pe cele ale Institutului de Artă Teatrală și Cinematografică (IATC) (1968). A lucrat aproape 30 de ani în studiourile Radiodifuziunii Române. 
A debutat în anul 1942, în paginile revistei Universul copiilor, iar în volum în 1950 cu o culegere de povestiri, publicată de Editura Tineretului.
Treptat s-a desprins de alinierea la tezismul ideologic educativ, devenind unul dintre cei mai efervescenți creatori de literatură pentru copii și adolescenți, cu numeroase povestiri publicate în reviste sau volume.

## Opera

### Cărți publicate
- S-au întors graurii, Editura Tineretului, București, 1961.
- Dacă deschid ușa, Editura Tineretului, București, 1966.
- Peștii în copaci, Editura Tineretului, București, 1968.
- Omul de zăpadă, Editura Ion Creangă, București, 1971.[2]
- Hai să-l ajutăm pe Moty!, Editura Didactică și Pedagogică, București, 1973.
- Moty e tot mai isteț, Editura Didactică și Pedagogică, București, 1973.
- Abecedarul din iarbă, Editura Ion Creangă, București, 1976.
- Frica și... alte spaime. Jurnal (1978-1989), Editura Victor Frunză, București, 1996.

### În alte limbi
- Házi tücsök („Greierul casei”), traducere în limba maghiară de Mária Tamás, Ifjúsági Könyvkiadó, București, 1964.[3]

### Discografie
- Meșterul Manole (Legenda Mănăstirii Argeșului), Electrecord, EXD 1313, 1972.
- Păsările De Lut / Băiatul Tatii, Electrecord, EXE 03425, 1988.
- Noapte Bună, Copii!, Editura Casa Radio, 018, 1999.